# Tempêtes du Cap Hatteras
Pour les articles homonymes, voir Tempête (homonymie) et Hatteras.

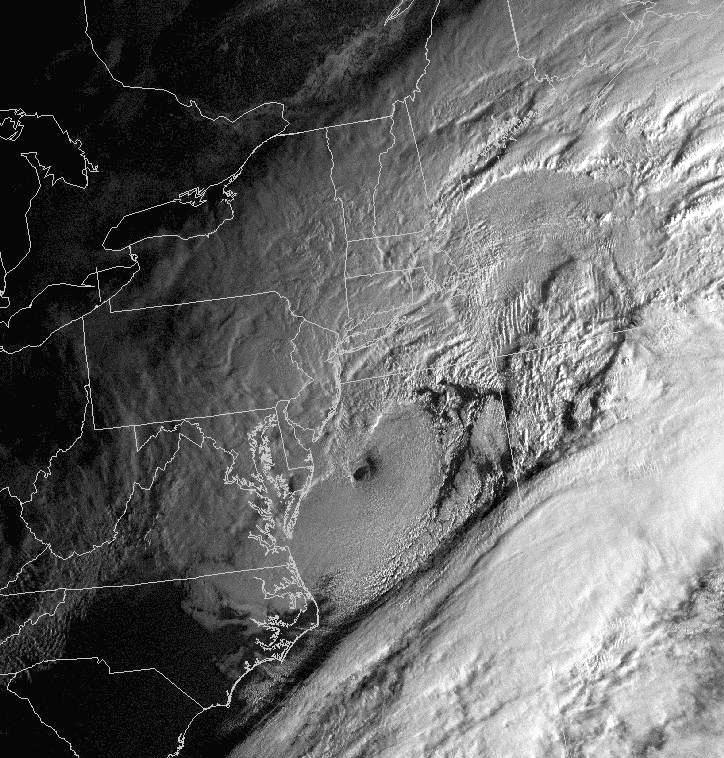
Image satellitaire de la tempête du Cap Hatteras qui causa un blizzard en 2006. Noter l'œil qui la fait ressembler à un ouragan.

Une tempête du Cap Hatteras, appelée nor'easter ou northeaster (tempête du nordet) par les Américains et Canadiens anglais, est une dépression des latitudes moyennes en développement rapide qui longe la côte est de l'Amérique du Nord. Le nom francophone de ce type de bombe météorologique vient du fait qu'elles se forment ou qu'elles s'intensifient sur la pointe est de la Caroline du Nord, au Cap Hatteras. À cet endroit, l'air froid hivernal venant du continent rencontre l'air doux au-dessus du Gulf Stream qui passe à proximité. Le nom anglophone vient du fait que ces tempêtes longent la côte. C'est donc la portion nord de ces systèmes qui donne le mauvais temps avec des vents violents du nord-est.
Les tempêtes du Cap Hatteras peuvent produire des vents aussi forts que ceux d'un ouragan mais ont une origine totalement différente. Elles se produisent de la fin de l'automne jusqu'au début du printemps, lorsque le contraste thermique est le plus grand entre le continent et l'océan. Elles vont donner de fortes précipitations et leurs vents peuvent causer des inondations côtières ainsi que l'érosion des plages.

## Situation météorologique
On voit dans la première image à droite, le type de circulation en altitude typique du développement d'une tempête du Cap Hatteras. On remarque la présence d'un creux barométrique aligné le long de la côte est de l'Amérique du Nord, juste un peu à l'ouest de la chaîne des Appalaches. Ce creux est associé avec un courant-jet et permet à l'air arctique d'atteindre de très basses latitudes. Il transporte également du tourbillon,.
On remarque sur la seconde image que la température de surface de la mer est particulièrement chaude (couleur jaune) entre la Floride et le Cap Hatteras (la pointe la plus avancée de la côte). Lorsque l'air froid rencontre cette zone d'air doux au-dessus du golfe du Mexique et du Gulf Stream, il crée une zone barocline intense appelé un front,.
Le cœur du courant-jet descend d'abord dans la circulation méridionale, à l'ouest des montagnes, puis remonte le long de la côte, en direction nord-est. En passant au-dessus de la zone barocline, il provoque une cyclogénèse qui donnera une dépression à développement rapide. La pression atmosphérique de surface chute, les nuages couvrent une vaste étendue et les précipitations sont intenses. Lors du stade de maturation, il peut être capturé par une dépression d'altitude comme celle qui se trouve sur le haut de la première image et ralentir. Dans de rares occasions, lors de cette étape, on verra l'apparition d'un œil comme lors des blizzards 1979 et 2006 qui ont frappé le nord-est des États-Unis et du Canada.

### Trajectoires
La formation de ces tempêtes se produit généralement entre le nord de la Floride et le Cap Hatteras, parfois dans le nord-est du golfe du Mexique. Elles suivent ensuite la côte vers New York, le Maine, les provinces maritimes canadiennes et Terre-Neuve. Elles peuvent ensuite suivre le flux d'altitude vers l'Islande et l'Europe,. Ainsi les restants ou des reformations secondaires vont donner des tempêtes importantes sur le continent européen.
Selon la circulation d'altitude, elles peuvent également courber plus au nord après le Cap Hatteras et entrer dans les terres pour affecter le Québec et se diriger ensuite vers le Groenland ou l'Île de Baffin au Nunavut.

## Effets
Toutes les dépressions du Cap Hatteras ne deviennent pas systématiquement des tempêtes mémorables mais le potentiel est là. La présence d'une source d'humidité importante pour produire des précipitations abondantes, la plus faible friction sur l'océan qui permet aux vents de prendre de la force et des montagnes juste derrière la côte qui soulèvent l'air par vents d'est pour accentuer la pluie ou la neige. De plus, il arrive souvent qu'un fort anticyclone se stationne sur le Québec ou la Nouvelle-Angleterre créant un blocage d'air froid ce qui accentue le mouvement vertical et peut créer les conditions nécessaires au verglas.
Chaque année, plusieurs des Tempêtes du Cap Hatteras frappent l'est du continent américain mais elles sont d'intensité variable. Cependant, à intervalle de quelques années, l'une d'entre elles cause tellement de dégâts qu'elle obtient un nom. Par exemple, l'un des plus importants blizzards qui aient affecté les États-Unis s'est produit du 11 au 14 mars 1888 et a pris le nom de The Great White Hurricane (L'Ouragan blanc). Elle donna environ 1 à 1,3 mètre de neige sur le Connecticut, le Massachusetts, New York et le New Jersey selon le National Weather Service. Les vents soufflaient cette neige en bancs de neige (congères) de plus de 15 mètres de haut. Bon nombre de poteaux du télégraphe furent brisés contribuant à  isoler New York, Boston, Philadelphie, Baltimore et Washington, D.C. durant des jours. Deux cents navires furent poussés sur la rive et au moins cent marins périrent. On recense plus de 25 millions $US (1888) de dommages et la perte de vie d'environ 400 personnes.
Une autre tempête mémorable est celle de l'Halloween 1991 (31 octobre) qui prit le nom de The Perfect Storm (sujet du livre et du film En pleine tempête). À cette occasion, une dépression du Cap Hatteras absorba un ouragan tardif et évolua finalement en un cyclone tropical. Le 2 novembre, elle toucha terre dans les Maritimes canadiennes causant pour 1 milliard US$ (1991) de dommages et causant la mort de 12 personnes,.

## En fiction
- Dans le film Le Jour d'après, trois super tempêtes se développent et leur trajectoire sont partiellement inspirées des Tempêtes du Cap Hatteras.
- Le film En pleine tempête (The Perfect Storm) est une dramatisation de la tempête de l'Halloween de 1991.
- L'épisode 3 de la saison 2 d'American Horror Story se déroule en partie durant la tempête.